# 威廉·阿瑟頓
威廉·阿瑟頓（William Atherton，1947年7月30日—）是美國的一位演員。阿瑟頓出生在康涅狄格州奧蘭治，曾就讀於卡內基梅隆大學。

## 外部連結
- 威廉·阿瑟頓在互联网电影资料库（IMDb）上的資料（英文）
- 互聯網百老匯資料庫（IBDB）上威廉·阿瑟頓的資料（英文）
- 互联网外百老汇数据库（IOBDB）上威廉·阿瑟頓的資料（英文）
- 在AllMovie上威廉·阿瑟頓的頁面（英文）